# サンクトペテルブルク・オープン
サンクトペテルブルク・オープン（St. Petersburg Open, ロシア語: Открытый Санкт-Петербург）は、1995年からロシア・レニングラード州のサンクトペテルブルクにて開催されているATPツアー250のテニストーナメントである。

## 概要
1995年から97年までは毎年3月中旬、98年と99年は2月中旬、2000年は11月初旬、2001年から2011年までは10月下旬、2012年からは毎年9月下旬に開催されている（2014年は休止）。サーフェスは1995年から98年、2004年から07年までが屋内カーペットコート、2000年から03年まで、2008年からは屋内ハードコート。
2020年は新型コロナウイルス感染症の世界的流行に伴うスケジュール変更により、ATP500シリーズの大会として開催された。

## 大会歴代優勝者

### シングルス
| 年               | 優勝者                     | 準優勝者                     | 決勝結果            |
| ---------------- | -------------------------- | ---------------------------- | ------------------- |
| 2021             | マリン・チリッチ           | テイラー・フリッツ           | 7–6(7–3), 4–6, 6–4  |
| ↑ ATPツアー250 ↑ |                            |                              |                     |
| 2020             | アンドレイ・ルブレフ       | ボルナ・チョリッチ           | 7–6(7-5), 6–4       |
| ↑ ATPツアー500 ↑ |                            |                              |                     |
| 2019             | ダニール・メドベージェフ   | ボルナ・チョリッチ           | 6–3, 6–1            |
| 2018             | ドミニク・ティーム         | マルティン・クリザン         | 6–3, 6–1            |
| 2017             | ダミル・ジュムール         | ファビオ・フォニーニ         | 3–6, 6–4, 6–2       |
| 2016             | アレクサンダー・ズベレフ   | スタン・ワウリンカ           | 6–2, 3–6, 7–5       |
| 2015             | ミロシュ・ラオニッチ       | ジョアン・ソウザ             | 6–3, 3–6, 6–3       |
| 2014             | 開催なし                   | 開催なし                     | 開催なし            |
| 2013             | エルネスツ・グルビス       | ギリェルモ・ガルシア＝ロペス | 3–6, 6–4, 6–0       |
| 2012             | マルティン・クリザン       | ファビオ・フォニーニ         | 6–2, 6–3            |
| 2011             | マリン・チリッチ           | ヤンコ・ティプサレビッチ     | 6–3, 3–6, 6–2       |
| 2010             | ミハイル・ククシュキン     | ミハイル・ユージニー         | 6–3, 7–6(2)         |
| 2009             | セルジー・スタホフスキー   | オラシオ・セバジョス         | 2–6, 7–6(8), 7–6(7) |
| 2008             | アンディ・マリー           | アンドレイ・ゴルベフ         | 6–1, 6–1            |
| 2007             | アンディ・マリー           | フェルナンド・ベルダスコ     | 6–2, 6–3            |
| 2006             | マリオ・アンチッチ         | トーマス・ヨハンソン         | 7–5, 7–6(2)         |
| 2005             | トーマス・ヨハンソン       | ニコラス・キーファー         | 6–4, 6–2            |
| 2004             | ミハイル・ユージニー       | カロル・ベック               | 6–2, 6–2            |
| 2003             | グスタボ・クエルテン       | サルギス・サルグシアン       | 6–4, 6–3            |
| 2002             | セバスチャン・グロジャン   | ミハイル・ユージニー         | 7–5, 6–4            |
| 2001             | マラト・サフィン           | ライナー・シュットラー       | 3–6, 6–3, 6–3       |
| 2000             | マラト・サフィン           | ドミニク・フルバティ         | 2–6, 6–4, 6–4       |
| 1999             | マルク・ロセ               | ダヴィド・プリノジル         | 6–3, 6–4            |
| 1998             | リカルト・クライチェク     | マルク・ロセ                 | 6–4, 7–6(5)         |
| 1997             | トーマス・ヨハンソン       | レンゾ・フルラン             | 6–3, 6–4            |
| 1996             | マグヌス・グスタフソン     | エフゲニー・カフェルニコフ   | 6–2, 7–6(4)         |
| 1995             | エフゲニー・カフェルニコフ | ギヨーム・ラウー             | 6–2, 6–2            |
| ↑ ATPツアー250 ↑ |                            |                              |                     |

### ダブルス
| 年               | 優勝者                                                | 準優勝者                                              | 決勝結果            |
| ---------------- | ----------------------------------------------------- | ----------------------------------------------------- | ------------------- |
| 2020             | ユルゲン・メルツァー エドゥアール・ロジェ＝バセラン   | マルセロ・デモリナー マトウェ・ミドルコープ           | 6–2, 7–6(4)         |
| ↑ ATPツアー500 ↑ |                                                       |                                                       |                     |
| 2019             | ディヴィジ・シャラン イゴール・ゼレネイ               | マッテオ・ベレッティーニ シモーネ・ボレッリ           | 6–3, 3–6, [10–8]    |
| 2018             | マッテオ・ベレッティーニ ファビオ・フォニーニ         | ロマン・イェバウィ マトウェ・ミドルコープ             | 7–6(6), 7–6(4)      |
| 2017             | ロマン・イェバウィ マトウェ・ミドルコープ             | フリオ・ペラルタ オラシオ・セバジョス                 | 6–4, 6–4            |
| 2016             | ドミニク・イングロット ヘンリ・コンティネン           | アンドレ・ベーゲマン リーンダー・パエス               | 4–6, 6–3, [12–10]   |
| 2015             | トレト・ユーイ ヘンリ・コンティネン                   | ユリアン・ノール アレクサンダー・ペヤ                 | 7–5, 6–3            |
| 2014             | 開催なし                                              | 開催なし                                              | 開催なし            |
| 2013             | ダビド・マレーロ フェルナンド・ベルダスコ             | ドミニク・イングロット デニス・イストミン             | 7–6(6), 6–3         |
| 2012             | ラジーブ・ラム ネナド・ジモニッチ                     | ルカシュ・ラツコ イゴール・ゼレネイ                   | 6–2, 4–6, [10–6]    |
| 2011             | コリン・フレミング ロス・ハッチンス                   | ミハイル・エルジン アレクサンドル・クドゥリャフツェフ | 6–3, 6–7(5), [10–8] |
| 2010             | ダニエレ・ブラッチアリ ポティート・スタラーチェ       | ロハン・ボパンナ アイサム＝ウル＝ハク・クレシ         | 7–6(6), 7–6(5)      |
| 2009             | コリン・フレミング ケン・スクプスキ                   | ジェレミー・シャルディー リシャール・ガスケ           | 2–6, 7–5, [10–4]    |
| 2008             | トラビス・パロット フィリップ・ポラセク               | ロハン・ボパンナ マックス・ミルヌイ                   | 3–6, 7–6(4), 10–8   |
| 2007             | ダニエル・ネスター ネナド・ジモニッチ                 | ユルゲン・メルツァー トッド・ペリー                   | 6–1, 7–6(3)         |
| 2006             | シーモン・アスペリン トッド・ペリー                   | ユリアン・ノール ユルゲン・メルツァー                 | 6–1, 7–6(3)         |
| 2005             | ユリアン・ノール ユルゲン・メルツァー                 | ヨナス・ビョルクマン マックス・ミルヌイ               | 4–6, 7–5, 7–5       |
| 2004             | アルノー・クレマン ミカエル・ロドラ                   | ドミニク・フルバティ ヤロスラフ・レヴィンスキー       | 6–3, 6–2            |
| 2003             | ユリアン・ノール ネナド・ジモニッチ                   | ミハエル・コールマン ライナー・シュットラー           | 7–6(1), 6–3         |
| 2002             | デイヴィッド・アダムズ ジャレッド・パーマー           | イラクリ・ラバーゼ マラト・サフィン                   | 7–6(8), 6–3         |
| 2001             | デニス・ゴロバノフ エフゲニー・カフェルニコフ         | イラクリ・ラバーゼ マラト・サフィン                   | 7–5, 6–4            |
| 2000             | ダニエル・ネスター ケビン・ウリエット                 | トーマス嶋田 マイルズ・ウェイクフィールド             | 7–6(5), 7–5         |
| 1999             | ジェフ・タランゴ ダニエル・バチェク                   | メノ・オースティング アンドレイ・パベル               | 3–6, 6–3, 7–5       |
| 1998             | ニクラス・クルティ ミカエル・ティルストロム           | マリウス・バーナード ブレント・ヘイガース             | 3–6, 6–3, 7–6       |
| 1997             | アンドレイ・オルホフスキー ブレット・スティーブン     | ダヴィド・プリノジル ダニエル・バチェク               | 6–4, 6–3            |
| 1996             | エフゲニー・カフェルニコフ アンドレイ・オルホフスキー | ニクラス・クルティ ピーター・ナイボルグ               | 6–3, 6–4            |
| 1995             | マルティン・ダム アンダース・ヤリード                 | ヤコブ・ラセク エフゲニー・カフェルニコフ             | 6–4, 6–2            |
| ↑ ATPツアー250 ↑ |                                                       |                                                       |                     |